# Didelotia
Didelotia é um género botânico pertencente à família Fabaceae.

## Espécies
- Didelotia idae
- Didelotia unifoliolata